# Rolf Gerhard Tiedemann
Rolf Gerhard Tiedemann (chinesisch 狄德滿, Pinyin Di Deman, * 8. Februar 1941 in Hartenholm; † 1. August 2019) war ein deutscher Historiker.

## Leben
Tiedemann verließ die Schule als Teenager. Mit 21 Jahren ließ er sich mit seiner Familie in Wisconsin nieder und wurde später für die Ausbildung in der Medical Training Unit der US-Armee in Texas während des Vietnamkrieges eingezogen. Er absolvierte einen BA an der University of Wisconsin–Milwaukee, gefolgt von einem MA und einem PhD an der SOAS University of London. Nach mehreren Teilzeitstellen unterrichtete Tiedemann 20 Jahre lang Modern History of China am SOAS Department of History, darunter ein Sabbatical am Ricci Institute der University of San Francisco. Nach seiner Pensionierung war er als wissenschaftlicher Mitarbeiter am SOAS und als Professor für chinesische Geschichte an der Shandong-Universität in Jinan tätig.
Seine Forschung befasste sich hauptsächlich mit der Geschichte des Christentums in China, mit besonderem Schwerpunkt auf Shandong und der Boxer-Rebellion. Er starb am 1. August 2019 nach langjähriger Krankheit.

## Schriften (Auswahl)
- als Herausgeber mit Robert Bickers: The Boxers, China, and the World. Lanham 2007, ISBN 0-7425-5395-7.
- als Herausgeber: Reference Guide to Christian Missionary Societies in China: From the Sixteenth to the Twentieth Century. Armonk 2009, ISBN 0-7656-1808-7.
- als Herausgeber: Handbook of Christianity in China – Volume Two: 1800 – Present. Leiden 2010, ISBN 978-90-04-11430-2.